# Stora Kroksjön, Småland
Stora Kroksjön är en sjö i Tingsryds kommun i Småland och ingår i Bräkneåns huvudavrinningsområde. Sjön är 0,6 meter djup, har en yta på 0,12 kvadratkilometer och befinner sig 139 meter över havet.

## Delavrinningsområde
Stora Kroksjön ingår i det delavrinningsområde (626491-144788) som SMHI kallar för Utloppet av Tiken. Medelhöjden är 138 meter över havet och ytan är 37,5 kvadratkilometer. Räknas de 9 avrinningsområdena uppströms in blir den ackumulerade arean 250,97 kvadratkilometer. Avrinningsområdets utflöde Bräkneån mynnar i havet. Avrinningsområdet består mestadels av skog (60 %). Avrinningsområdet har 6,22 kvadratkilometer vattenytor vilket ger det en sjöprocent på 16,6 %. Bebyggelsen i området täcker en yta av 2,29 kvadratkilometer eller 6 % av avrinningsområdet.